# Le Panama ou les Aventures de mes sept oncles
Le Panama ou les Aventures de mes sept oncles est un poème écrit par Blaise Cendrars, achevé en 1914 et publié en 1918. Il est intégré au recueil Du monde entier en 1919, dans lequel il forme la dernière pièce d'un triptyque composé des Pâques à New York (1912) et de La Prose du Transsibérien et de la petite Jeanne de France (1913).

## Genèse du texte
Le Panama ou les aventures de mes sept oncles est le moins connu des grands poèmes narratifs de Cendrars. Il est publié indépendamment en 1918 comme un livre-objet sous forme de dépliant aux Éditions de la Sirène avant d'être intégré l'année suivante au recueil Du monde entier. Cendrars a commencé sa rédaction au même moment que celle de la Prose, en octobre 1912, après son retour de New York (voyage au cours duquel il rédigea Les Pâques à New York). Le premier titre du poème, Prose du Canal de Panama et de mes sept oncles, témoigne de la gémellité entre les deux textes.
Les manuscrits retrouvés de Cendrars indiquent qu'il y eut quatre campagnes de rédaction qui menèrent à l'état final du poème, d'octobre 1912 donc (ce qui contredit les dates de rédaction indiquées dans l'édition originale : « Juin 1913 – Juin 1914 ») à juillet 1914 – date à laquelle le poème est terminé –, mais la déclaration de guerre va différer de quatre ans sa parution. Ces quatre versions (un manuscrit de travail et trois manuscrits de copie) révèlent l'importance que Cendrars accordait à ce texte, véritable fable des origines, qui fait office de récit de formation du poète.
Claude Leroy, dans la Notice de l'édition de la Pléiade, indique que le Panama est « le poème du passage de la ligne » : le poème est rédigé de la main droite mais publié de la main gauche. C'est en effet entre la rédaction et la publication du poème que Cendrars perd l'usage de sa main droite durant la Grande Guerre.
Dans l'édition originale, le texte du poème est entrecoupé de vingt-cinq tracés de chemins de fer américains qui seront supprimés à partir de l'édition du poème dans Du monde entier ; le prospectus à la gloire de Denver est déjà présent et sera toujours conservé. La couverture de l'édition originale est illustrée par Raoul Dufy.
Cendrars a déclaré dans À propos du Panama avoir rédigé le Panama en banlieue plutôt qu'à Paris, ce qui fait écho à la liste des villes de banlieue inscrite à la fin du poème.

## Présentation et analyse
Plus long poème du recueil, le Panama est aussi celui qui embrasse le plus grand espace. L'évocation des sept oncles, du Panama, est l'occasion pour le poète d'un véritable «  inventaire cumulatif du globe » selon le mot de Paul Morand, tout l'espace habité du globe est ainsi inclus dans le poème. Il n'est donc pas étonnant que Cendrars ait déclaré que ce poème aurait pu devenir un « roman-fleuve ».
Plutôt que de raconter son éveil poétique et mystique à New York ou ses pérégrinations à bord du Transsibérien, le Je poétique choisit d'évoquer de manière concomitante son enfance et ses sept oncles (les frères de sa mère) dispersés aux quatre coins du monde. Les sept hommes sont autant de figures d'identification, de miroirs, qui viennent diffracter le Je poétique de Cendrars, ce qui vaut bien au Panama l'appellation qu'en donne Claude Leroy de « poème d'apprentissage ». Tous les oncles sont introduits dans le texte via des extraits de lettres fictives envoyées à la famille : ils ont ainsi presque uniquement une existence de papier, de mots.
Dans Un poème et ses harmoniques : Le Panama, entretien radiophonique entre Cendrars et Raymone, Cendrars revient sur le lien a priori paradoxal entre le Panama et le destin des sept oncles. Elle note en effet qu'aucun des sept oncles du poème n'est allé au Panama, selon le poème, ce à quoi Cendrars répond :
"B.C. : C’est que moi, j’y suis allé à Panama, à la recherche de mes oncles, descendant de la vallée de l’Ours, en Californie, probablement pour aller voir l’autre en Patagonie : et c’est ainsi que je suis tombé sur l’affaire de Panama, qui était en panne ! Voilà pourquoi j’ai fait ce poème de Panama".

### Cendrars: du Panama au monde entier
« C'est le crach du Panama qui fit de moi un poète ! » écrit Cendrars au début de son poème, attestant de l'imbrication de son destin personnel et de l'Histoire. Le canal de Panama est d'abord un motif biographique : le poète précise qu'il est « intimement lié à [s]on enfance  ». Le père de Cendrars, homme d'affaires et banquier, a été touché de près par le Scandale de Panama qui éclaboussa la Troisième République, ce qui poussa la famille Sauser (vrai patronyme de Cendrars) à déménager. Un certain âge d'or de l'enfance prend donc fin avec le scandale du Panama. Toutefois, Cendrars ne donne pas ce titre au poème pour des raisons uniquement biographiques. Yvette Bozon-Scalzitti rappelle que l’auteur, dans ses poèmes, commence souvent par le titre : elle met en avant le pouvoir évocateur de ce titre, du mot même de Panama. Au-delà d'être un pays, puis par métonymie un canal, c'est d'abord, selon elle, la panne, ce que l'étymologie atteste : la panne du projet français d'établir un canal au Panama, mais aussi la panne de la vieille Europe au moment du décadentisme, hantée par l'idée du déclin. La référence à l'Europe, et plus particulièrement à la France, est aussi lisible dans la paronomase entre "Panama" et "Paname".
L’évocation d’une multitude de lieu – outre le titre du poème – se manifeste via la technique du collage, c’est-à-dire l’insertion d’éléments autonomes et singuliers à l’intérieur du recueil qui viennent former un ensemble cohérent. L’exemple le plus pertinent semble être l’affiche de Denver, document authentique, rédigé en anglais. De la même manière, l’usage des italiques permet de mettre en lumière l’existence du référent en dehors du recueil de Cendrars ; que ce soit un être inanimé, tel que le titre de la chanson populaire française « Siméon, Siméon», ou être un être animé, comme « Shalom Aleichem » (auteur de langue Yiddish) c’est un imaginaire français, étranger, que convoque le poète, des « […] noms de choses qui proviennent du monde, qui existent par elles-mêmes en dehors du texte […] ». S’observe également l’intrusion de termes en langues étrangères, notamment en anglais, « Boys », mais également en allemand, « Das Nachtbuechlein von Schuman ». Outre une pluralité de langue, c’est également une pluralité de registres dont use Cendrars : entre registre populaire, « les étalons s’encul*nt », et registre savant, « aérolithes de peroxyde de fer », « l’hybridation linguistique » qui règne au sein du recueil témoigne d’une volonté de « récupérer le monde dans la projection intérieure de l’auteur».

### Les lettres des sept oncles ou la quête identitaire d’un «je»
Au moins six des sept oncles ont une vie aventureuse ou du moins itinérante et connaissent un destin tragique ; cinq de ces lignes de vie sont rongées par la nostalgie. En effet, l'admiration du poète pour ces sept hommes mystérieux (il dit n'en rencontrer qu'un seul) n'empêche pas une certaine lucidité sur leur solitude et leur mal de vivre, en témoigne le refrain mélancolique du poème, dont se souviendra Aragon des années plus tard : « Et il y avait encore quelque chose
La tristesse
Et le mal du pays » Cendrars se réapproprie ce refrain, se plaçant alors dans la lignée de ses oncles, « J’ai le mal du pays ». L’imparfait se transforme en présent et la tournure impersonnelle s’incarne finalement ; les sept oncles ne répondant à aucune vérité biographique – la mère de Cendrars n'a eu en réalité que quatre frères – il s’agit donc plus d’une évocation que d’un récit autobiographique. Le Panama devient alors l'occasion pour le poète d'accentuer la diffraction du "je" poétique : si les sept hommes sont autant de figures d'identification, « autant de miroirs pour un jeune poète cherchant à se faire une vie », ils viennent diffracter, multiplier le « Je » poétique de Cendrars : « Je voudrais être la cinquième roue du char
Orage
Midi à quatorze heures Rien et partout » Ce « je » lyrique de Cendrars, s’associe aux êtres animés, inanimés, au cosmos entier, comme le démontre Alexander Robert Dickow, qui qualifie le poète d’ « homme-monde », universel, est alors un « je » contradictoire : « 
Le portrait de tous les visages, l’image même de l’homme-monde… ces portraits proliférants du Panama ne cessent de tendre vers cette image, pour n’aboutir qu’à l’absence (celle du sublime, de l’absolu). Car l’homme-monde n’est figurable que sous les aspects du vide ou de la multitude : du vide, puisque incarnant toutes les expériences des êtres humains, et par conséquent toutes les antinomies, toutes les contradictions de tous les êtres humains ; de la multitude, comme autant de prises de vue fugitives ou partielles d’un être dont on ne parvient pas à saisir la totalité. Le poète voudrait pourtant, non représenter cet être universel, – mais l’incarner lui-même. C’est avec cette ambition monstrueuse et magnifique que Cendrars signe la fin du Panama. »
Cendrars lui-même avait écrit, sur le plan-manuscrit du poème, à propos de la lettre du septième oncle : « 7e lettre / le disparu : intermezzo : c'est moi » ; Leroy rappelle que l’auteur du Panama avait fait sienne la célèbre devise que Nerval avait inscrite en dessous de ses portraits « Je suis l’autre ».

### La création d'images, l'évocation des souvenirs
Selon Pierre Caizergues, chacun des trois poèmes du Monde entier répond à une question métaphysique : si Les Pâques et la Prose répondent respectivement aux questions « Qui suis- je ? » et « Où allons-nous ? », le Panama, poème des origines, répond lui à « D'où venons- nous? ». Cette question de l’origine, si elle se manifeste par l'introduction de lettres familiales, par l'importance de la crise du Panama pour l'auteur, peut s’observer dans la volonté de favoriser la réminiscence des souvenirs. L’usage du vers libre participe à cet effet, en produisant "une écriture narrative hachée par des ruptures, saccadée par des blancs et des sauts ou rythmée par une formulation sténographique qui donne un effet de vitesse et qui laisse place à l’imprécision ou à l’interprétation : « Ils arrivèrent un soir à un feu de gauchos où l’on causait justement de toi
J’étais venu à ta rencontre
Tupa
La belle aventure » La brièveté du vers « Tupa », avec l’ellipse de la préposition de lieu, convoque non pas le référent, mais l’ensemble des sensations et des souvenirs associés par l’auteur à la ville de Tupa ; il s’agit de rendre une pensée saisie au vif. Ce phénomène se manifeste également à travers l’usage de la liste, figure présente au sein de l’œuvre de Cendrars : « J’avais un beau livre d’image
Et je voyais pour la première fois
La baleine
Le gros nuage
Le morse
Le soleil
Le grand morse
L’ours le lion le chimpanzé le serpent à sonnette et la mouche
La mouche
La terrible mouche » L’emploi d’un déterminant défini ne fait pas écho au terme générique mais bel et bien à l’image, au souvenir, dans la mémoire du « je ». Il s’agit donc de favoriser la réminiscence d’un souvenir, d’une sensation passée, de "créer une image". Par ces procédés, Cendrars remotive le référent qui se charge d’un sens nouveau, d’une « poésie qu’ils portent en eux-mêmes ».